# Клевенджер, Дейл
Дейл Кле́венджер (англ. Dale Clevenger, 2 июля 1940, Чаттануга — 5 января 2022) — американский валторнист и музыкальный педагог, солист Чикагского симфонического оркестра и профессор Чикагского университета Рузвельта.

## Творческая деятельность
В течение более сорока лет Дейл Клевенджер — солист Чикагского симфонического оркестра. Он считался одним из ведущих современных исполнителей на валторне в мире. Перед тем, как оказаться в Чикагском симфоническом оркестре в 1966 году, он был музыкантом Американского симфонического оркестра под управлением Леопольда Стоковского в Нью-Йорке, оркестра «Symphony of the Air» и оркестра филармонии Канзас-Сити.
Клевенджер в составе группы медных духовых Чикагского симфонического оркестра принимал участие в записи диска «The Antiphonal Music of Gabrieli», получившего премию «Грэмми». Записанный венгерской компанией Hungaroton компакт-диск с концертами для валторны В. А. Моцарта в исполнении Клевенджера был признан записью года в Венгрии. Диск Чикагского симфонического оркестра с записями концертов для духовых инструментов Рихарда Штрауса, на котором Дейл Клевенджер исполнил Концерт для валторны с оркестром № 1 и Антанте для валторны и фортепиано (совместно с Даниэлем Баренбоймом), также удостоился премии «Грэмми».
Помимо активной исполнительской деятельности, Клевенджер преподавал в Чикагском университете Рузвельта.

## Личная жизнь
Он жил в пригороде Чикаго Уиннетке, штат Иллинойс. Дейл Клевенджер был женат на Элис Клевенджер (1961—2011) — также профессиональной валторнистке.
Умер Клевенджер в Италии 5 января 2022 года.